# Ji Aquilae
Ji Aquilae o Chi Aquilae (χ Aql / 47 Aquilae) es un sistema estelar de magnitud aparente +5,31 situado en la constelación del Águila.
Se encuentra aproximadamente a 855 años luz del sistema solar.

## Características
Ji Aquilae es una binaria cuyas componentes no son bien conocidas. La más caliente, de magnitud +5,37, es una estrella de la secuencia principal clasificada desde B5.5V a A3V.
Su brillo concuerda con una estrella B5.5V y su temperatura efectiva, de acuerdo a dicho tipo espectral, sería de 14.500 K.
Su luminosidad, 800 veces superior a la del Sol, y su temperatura conducen a un valor para su masa cinco veces mayor que la masa solar.
Por su parte, la componente más fría ha sido catalogada como una gigante de tipo G0, a la que correspondería una temperatura de 5800 K —no existen tampoco medidas de su temperatura—.
155 veces más luminosa que el Sol, su masa se estima unas tres veces mayor que la masa solar.
El contenido metálico de esta binaria es netamente inferior al solar ([Fe/H] = -0,80).
La separación visual observada entre ellas siempre ha sido inferior a 1 segundo de arco, lo que corresponde una separación real de más de 185 UA.
El período orbital de esta binaria es de más de 900 años.